# Les Chemins de la philosophie
Les Chemins de la philosophie (précédemment intitulé Les Nouveaux Chemins de la connaissance jusqu'en 2017) est une émission radiophonique française de philosophie diffusée quotidiennement sur France Culture de 10 h à 10 h 55 et produite, de 2011 à son arrêt en 2022, par Adèle Van Reeth. En 2020, l’émission est la plus podcastée de Radio France.

## Historique
L'émission est créée en 1971 par Claude Mettra et est alors appelée Les Chemins de la connaissance, une sorte d'« université populaire [qui] aborde des sujets variés », pas nécessairement philosophiques.
Les émissions sont ensuite produites successivement par Jacqueline Kelen, Marie-Christine Navarro, Francesca Piolot, Florence Marguier, Michèle Chouchan, Stéphanie Katz, Jean Marc Turine, Françoise Estèbe et Jacques Munier.
En 2007, elle est renommée Les Nouveaux Chemins de la connaissance avec l'arrivée de Raphaël Enthoven. En 2011, Adèle Van Reeth, collaboratrice et chroniqueuse à l'émission, lui succède. Au début de l'année 2017, elle rebaptise l'émission Les Chemins de la philosophie, en assumant pleinement le caractère philosophique de l'émission.
De l'automne 2021 jusqu'au début de 2022, la présentation de l'émission est prise en charge par Géraldine Mosna-Savoye.
L’émission prend fin en juillet 2022 avec la nomination de sa productrice Adèle Van Reeth à la tête de France Inter. Elle est remplacée à partir de la rentrée suivante par l’émission quotidienne Avec philosophie produite par Géraldine Muhlmann.

### Audience
En 2017 et 2020, Les Chemins de la philosophie est l'émission la plus téléchargée de France Culture et de Radio France (deux millions de téléchargements par mois en moyenne, en 2017, trois millions en 2020). 
Le succès de l'émission, selon Adèle van Reeth, est dû à son approche transversale et à l'abandon du ton professoral, souvent reproché à France Culture, sans pour autant céder à un certain relâchement intellectuel : « La pédagogie implique de fixer un seuil d’exigence tout en essayant de dire clairement des choses qui paraissent compliquées », rapporte-t-elle au journal Libération.

### Parodie
Le 10 janvier 1982, Pierre Desproges caricature l'émission en l'affublant d'un faux sujet « Faut-il réévaluer la spéculation astromythologique de Freud dans son approche structuraliste de la psychosomatique fliessienne ». Par là, il critique la déconnexion de l'émission face à un public populaire, contrairement au but prôné.[réf. nécessaire]